# 야에세정
야에세정(일본어: 八重瀬町)은 일본 오키나와현 오키나와섬 남부에 있는 시마지리군의 정이다. 2006년 1월 1일에 시마지리군 고친다정과 구시카미촌이 합병해 탄생했다.

## 지리
150m 전후의 제3기층으로 이루어진 구릉지대로 북부에서 노하강이 서쪽으로 흐른다.

### 인접한 자치체
- 도미구스쿠시
- 이토만시
- 난조시
- 시마지리군 하에바루정

## 역사
- 1908년 4월 1일 - 도서정촌제 시행으로 고친다촌, 구시찬촌이 성립하였다.
- 1954년 - 구시찬촌의 읽는 법이 구시카미로 바뀌었다.
- 1979년 10월 1일 - 고친다촌이 정으로 승격해 고친다정이 되었다.
- 2006년 1월 1일 - 고친다정과 구시카미촌이 합병해 야에세정이 탄생하였다.

## 교통

### 도로
- 국도 331호선
- 국도 506호선
- 국도 507호선